# رافاييل ميزا
رافاييل ميزا (بالإنجليزية: Rafael Meza)‏ هو فارس أمريكي، ولد في 19 فبراير 1958 في تيخوانا في المكسيك.